# Affaire Kalinka Bamberski
De affaire Kalinka Bamberski is een zaak rondom de dood van de 14-jarige Kalinka Bamberski in 1982. De zaak sleepte ruim 30 jaar in Duitsland en Frankrijk, en bracht de nodige publiciteit met zich mee, ook over de relaties tussen beide landen. In juli 2022 publiceerde Netflix een documentaire over de zaak, getiteld “L'assassin de ma fille”. 

## Familieachtergronden
André Bamberski werd geboren circa 1938 als zoon van Poolse ouders. Hij werkte in de jaren 1970 als boekhouder en woonde samen met zijn vrouw Danièle Gonnin en hun twee kinderen in Casablanca, Marokko. Zijn vrouw ontmoet er Dieter Krombach die als dokter werkt op het Duitse consulaat. Ze beginnen een affaire en het koppel verlaat hun partners en trouwen in 1977. Ze gaan in Lindau wonen, samen met Bamberski’s kinderen.

## De dood van Kalinka Bamberski
De bijna 15-jarige Kalinka Bamberski wordt op 10 juli 1982 door haar stiefvader, de arts Dieter Krombach, dood aangetroffen op haar kamer in Lindau waar ze haar zomervakantie doorbracht. Deze geeft toe haar de avond tevoren te hebben ingespoten met Kobalt-Ferrcelit (ijzer-kobalt). Tijdens de autopsie in Duitsland kan de wetsdokter geen uitsluiting geven over de doodsoorzaak maar er is een wonde aan 1 van de schaamlippen en in haar vagina werden substanties ontdekt die niet verder onderzocht werden. De genitaliën werden verwijderd tijdens de autopsie en gingen verloren. 
André Bamberski, de vader van Kalinka, is ervan overtuigd dat zijn dochter gedood en verkracht werd door haar stiefvader en zet alles in het werk om deze te laten veroordelen. Hij deelt in 1983 pamfletten uit waarin hij Krombach beschuldigt van de moord en verkrachting van zijn dochter. Krombach dient een klacht in wegens smaad en Bamberski wordt veroordeeld tot het betalen van 500.000 Duitse mark, wat Bamberski weigert te betalen.
In 1985 wordt Kalinka’s lichaam overgebracht naar Toulouse waar een tweede autopsie door Franse dokters fouten van het vorige onderzoek aan het licht brengen. Tijdens een eerste rechtszaak in 1987 in München wordt Krombach onschuldig verklaard wegens gebrek aan bewijs. Bamberski blijft lobbyen en in 1995 wordt Krombach bij verstek in Frankrijk veroordeeld tot 15 jaar gevangenisstraf voor het onopzettelijk doden van Kalinka Bamberski. Dit vonnis wordt in 2001 door het Europees Hof voor de Rechten van de Mens tenietgedaan omdat Krombach zich niet heeft kunnen verdedigen.
In 1997 wordt Krombach in Duitsland veroordeeld voor het verdoven en verkrachten van een 16-jarige patiënte waarvoor hij twee jaar voorwaardelijk kreeg en geschorst wordt als arts. Verscheidene andere slachtoffers getuigen over dezelfde praktijken van de dokter maar wegens gebrek aan bewijs wordt hij hiervoor niet vervolgd. In 2006 wordt Krombach nogmaals veroordeeld tot 28 maanden cel wegens het uitoefenen van een dokterspraktijk zonder licentie.
In 2004 wordt een uitleveringsverzoek van Frankrijk door Duitsland geweigerd waarbij beweerd wordt dat de zaak afgesloten is. In de Duitse tv-documentaire Kalinkas letzte Reise getuigen twee tieners die bevriend waren met Dieter Krombach dat ze ook door hem verdoofd werden met een ijzer-kobalt-injectie en vervolgens verkracht.
André Bamberski is bezorgd omdat in 2012 de verjaringstermijn verstrijkt en besluit het recht in eigen handen te nemen. In een dorpje net over de Oostenrijkse grens naast Lindau verspreidt hij flyers op zoek naar hulp. Een Kosovaar is bereid om hem te helpen en samen met een Georgiër en een Rus maken ze een plan om Krombach naar Frankrijk te brengen. Op 17 oktober 2009 wordt de dan 74-jarige Krombach door drie man ineengeslagen en ontvoerd uit zijn verblijfplaats in Lindau nabij de Bodensee. Hij wordt naar Mulhouse gebracht en daar vastgeketend aan het hek naast het politiebureau. Bamberski wordt door de kidnappers pas dan op de hoogte gebracht en belt zelf naar het politiebureau van Mulhouse. Hij springt meteen op het vliegtuig naar Mulhouse maar wordt tot zijn eigen verbazing zelf al snel gearresteerd met 19.000 euro op zak, bedoeld om de kidnappers te betalen. Hij wordt later op borgtocht vrijgelaten. Bij zijn vrijlating krijgt hij naar verluidt applaus en een staande ovatie van het hele politiekantoor.
Duitsland vraagt om de uitlevering van Krombach maar Frankrijk weigert en hij wordt in de cel gezet en een nieuwe rechtszaak wordt gepland. Tijdens deze rechtszaak komen nieuwe getuigenissen van Duitse vrouwen die ook verdoofd en verkracht werden. Het proces moet stilgelegd worden nadat Krombach hartproblemen krijgt, maar de zaak kan enkele maanden later hervatten. Krombach wordt schuldig bevonden en veroordeeld tot 15 jaar gevangenisstraf. In december 2012 wordt het vonnis in hoger beroep bevestigd. in 2018 probeert Krombach voor het Europees Hof voor de Rechten van de Mens (EHRM) in Straatsburg de veroordeling aan te vechten met als argument dat hij geen twee keer kan berecht worden voor hetzelfde feit. Het hof zetelt op dat moment met 7 rechters onder een Duitse voorzitter. Het oordeelt de eis als 'niet-ontvankelijk' omdat het principe niet van toepassing is tussen rechtbanken van verschillende staten. Bamberski wordt op 18 juni 2014 veroordeeld tot één jaar voorwaardelijk wegens ontvoering.
Krombach werd in februari 2020 omwille van gezondheidsredenen vervroegd vrijgelaten. Hij stierf 7 maanden later.